# Lista över damdubbelsegrare i Australiska öppna
Detta är en lista över damdubbelsegrare i Australiska öppna mästerskapen i tennis.

## Lista
| År              | Segrare                                                             | Finalmotståndare                             | Setsiffror                |
| --------------- | ------------------------------------------------------------------- | -------------------------------------------- | ------------------------- |
| 1922            | Esna Boyd & Marjorie Mountain                                       | Floris St. George & Lorna Utz                | 1-6, 6-4, 7-5             |
| 1923            | Esna Boyd & Sylvia Lance Harper                                     | Margaret Molesworth & H. Turner              | 6-1, 6-4                  |
| 1924            | Daphne Akhurst & Sylvia Lance                                       | Katharine Le Messurier & Meryl O'Hara Wood   | 7-5, 6-2                  |
| 1925            | Sylvia Harper & Daphne Akhurst                                      | Esna Boyd & Katharine Le Messurier           | 6-4, 6-3                  |
| 1926            | Meryl O'Hara Wood & Esna Boyd                                       | Daphne Akhurst & Marjorie Cox Crawford       | 6-3, 6-8, 8-6             |
| 1927            | Meryl O'Hara Wood & Louise Bickerton                                | Esna Boyd & Sylvia Harper                    | 6-3, 6-3                  |
| 1928            | Daphne Akhurst & Esna Boyd                                          | Katharine Le Messurier & Dorothy Weston      | 6-3, 6-1                  |
| 1929            | Daphne Akhurst & Louise Bickerton                                   | Sylvia Harper & Meryl O'Hara Wood            | 6-2, 3-6, 6-2             |
| 1930            | Margaret Molesworth & Emily Hood Westacott                          | Marjorie Cox Crawford & Sylvia Harper        | 6-3, 0-6, 7-5             |
| 1931            | Daphne Cozens & Louise Bickerton                                    | Nell Lloyd & Lorna Utz                       | 6-0, 6-4                  |
| 1932            | Coral Buttsworth & Marjorie Crawford                                | Katharine Le Messurier & Dorothy Weston      | 6-2, 6-2                  |
| 1933            | Margaret Molesworth & Emily Hood Westacott                          | Joan Hartigan & Marjorie Gladman Van Ryn     | 6-3, 6-2                  |
| 1934            | Margaret Molesworth & Emily Hood Westacott                          | Joan Hartigan & Ula Valkenburg               | 6-8, 6-4, 6-4             |
| 1935            | Evelyn Dearman & Nancy Lyle                                         | Louise Bickerton & Nell Hopman               | 6-3, 6-4                  |
| 1936            | Thelma Coyne Long & Nancye Wynne Bolton                             | May Blick & Katherine Woodward               | 6-2, 6-4                  |
| 1937            | Thelma Coyne Long & Nancye Wynne Bolton                             | Nell Hopman & Emily Hood Westacott           | 6-2, 6-2                  |
| 1938            | Thelma Coyne Long & Nancye Wynne Bolton                             | Dorothy Bundy & Dorothy Workman              | 9-7, 6-4                  |
| 1939            | Thelma Coyne Long & Nancye Wynne Bolton                             | May Hardcastle & Emily Hood Westacott        | 7-5, 6-4                  |
| 1940            | Thelma Coyne Long & Nancye Wynne Bolton                             | Joan Hartigan & Emily Niemeyer               | 7-5, 6-2                  |
| 1941-1945       | inställt på grund av krig                                           | inställt på grund av krig                    | inställt på grund av krig |
| 1946            | Joyce Fitch & Mary Bevis Hawton                                     | Nancye Wynne Bolton & Thelma Coyne Long      | 9-7, 6-4                  |
| 1947            | Thelma Coyne Long & Nancye Wynne Bolton                             | Mary Bevis Hawton & Joyce Fitch              | 6-3, 6-3                  |
| 1948            | Thelma Coyne Long & Nancye Wynne Bolton                             | Mary Bevis Hawton & Pat Jones                | 6-3, 6-3                  |
| 1949            | Thelma Coyne Long & Nancye Wynne Bolton                             | Doris Hart & Marie Toomey                    | 6-0 6-1                   |
| 1950            | Louise Brough & Doris Hart                                          | Nancye Wynne Bolton & Thelma Coyne Long      | 6-2, 2-6, 6-3             |
| 1951            | Thelma Coyne Long & Nancye Wynne Bolton                             | Joyce Fitch & Mary Bevis Hawton              | 6-2, 6-1                  |
| 1952            | Thelma Coyne Long & Nancye Wynne Bolton                             | Allison Burton Baker & Mary Bevis Hawton     | 6-1, 6-1                  |
| 1953            | Maureen Connolly & Julia Sampson                                    | Mary Bevis Hawton & Beryl Penrose            | 6-4, 6-2                  |
| 1954            | Mary Bevis Hawton & Beryl Penrose                                   | Hazel Redick-Smith & Julia Wipplinger        | 6-3, 8-6                  |
| 1955            | Mary Bevis Hawton & Beryl Penrose                                   | Nell Hopman & Gwen Thiele                    | 7-5, 6-1                  |
| 1956            | Mary Bevis Hawton & Thelma Coyne Long                               | Mary Carter Reitano & Beryl Penrose          | 6-2, 5-7, 9-7             |
| 1957            | Althea Gibson & Shirley Fry                                         | Mary Bevis Hawton & Fay Muller               | 6-2, 6-1                  |
| 1958            | Mary Bevis Hawton & Thelma Coyne Long                               | Lorraine Coghlan & Angela Mortimer           | 7-5, 6-8, 6-2             |
| 1959            | Renée Schuurman & Sandra Reynolds                                   | Lorraine Coghlan & Mary Carter Reitano       | 7-5, 6-4                  |
| 1960            | Maria Bueno & Christine Truman                                      | Lorraine Robinson & Margaret Smith           | 6-2, 5-7, 6-2             |
| 1961            | Mary Carter Reitano & Margaret Smith                                | Mary Bevis Hawton & Jan Lehane               | 6-4, 3-6, 7-5             |
| 1962            | Margaret Smith & Robyn Ebbern                                       | Darlene Hard & Mary Carter Reitano           | 6-4, 6-4                  |
| 1963            | Margaret Smith & Robyn Ebbern                                       | Jan Lehane & Lesley Turner                   | 6-1, 6-3                  |
| 1964            | Judy Tegart & Lesley Turner                                         | Robyn Ebbern & Margaret Smith                | 6-4, 6-4                  |
| 1965            | Margaret Smith & Lesley Turner                                      | Robyn Ebbern & Billie Jean King              | 1-6, 6-2, 6-3             |
| 1966            | Carole Graebner & Nancy Richey                                      | Margaret Smith & Lesley Turner               | 6-4, 7-5                  |
| 1967            | Lesley Turner & Judy Tegart                                         | Lorraine Robinson & Evelyn Terras            | 6-0, 6-2                  |
| 1968            | Karen Krantzcke & Kerry Melville                                    | Judy Tegart & Lesley Turner                  | 6-4, 3-6, 6-2             |
| 1969            | Margaret Court & Judy Tegart                                        | Rosie Casals & Billie Jean King              | 6-4, 6-4                  |
| 1970            | Margaret Court & Judy Tegart                                        | Karen Krantzcke & Kerry Melville             | 6-3, 6-1                  |
| 1971            | Margaret Court & Evonne Goolagong                                   | Jill Emmerson & Lesley Hunt                  | 6-0, 6-0                  |
| 1972            | Kerry Harris & Helen Gourlay                                        | Patricia Coleman & Karen Krantzcke           | 6-0, 6-4                  |
| 1973            | Margaret Court & Virginia Wade                                      | Kerry Harris & Kerry Melville                | 6-4, 6-4                  |
| 1974            | Evonne Goolagong & Peggy Michel                                     | Kerry Harris & Kerry Melville                | 7-5, 6-3                  |
| 1975            | Evonne Goolagong & Peggy Michel                                     | Margaret Court & Olga Morozova               | 7-6, 7-6                  |
| 1976            | Evonne Goolagong & Helen Gourlay                                    | Lesley Turner Bowrey & Renata Tomanova       | 8-1                       |
| 1977 (januari)  | Dianne Balestrat & Helen Gourlay                                    | Betsy Nagelsen & Kerry Melville              | 5-7, 6-1, 7-5             |
| 1977 (december) | Evonne Goolagong & Helen Gourlay och Mona Guerrant & Kerry Melville | (finalen spelades inte på grund av regn)     |                           |
| 1978            | Betsy Nagelsen & Renata Tomanova                                    | Naoko Sato & Pam Whytcross                   | 7-5, 6-2                  |
| 1979            | Judy Chaloner & Dianne Evers                                        | Leanne Harrison & Marcella Mesker            | 6-1, 3-6, 6-0             |
| 1980            | Martina Navratilova & Betsy Nagelsen                                | Ann Kiyomura & Candy Reynolds                | 6-4, 6-4                  |
| 1981            | Kathy Jordan & Anne Smith                                           | Martina Navratilova & Pam Shriver            | 6-2, 7-5                  |
| 1982            | Martina Navratilova & Pam Shriver                                   | Claudia Kohde Kilsch & Eva Pfaff             | 6-4, 6-2                  |
| 1983            | Martina Navratilova & Pam Shriver                                   | Anne Hobbs & Wendy Turnbull                  | 6-4, 6-7, 6-2             |
| 1984            | Martina Navratilova & Pam Shriver                                   | Claudia Kohde-Kilsch & Helena Sukova         | 6-3, 6-4                  |
| 1985            | Martina Navratilova & Pam Shriver                                   | Claudia Kohde-Kilsch & Helena Sukova         | 6-3, 6-4                  |
| 1986            | Spelades inte                                                       |                                              |                           |
| 1987            | Martina Navratilova & Pam Shriver                                   | Zina Garrison & Lori McNeil                  | 6-1, 6-0                  |
| 1988            | Martina Navratilova & Pam Shriver                                   | Chris Evert & Wendy Turnbull                 | 6-0, 7-5                  |
| 1989            | Martina Navratilova & Pam Shriver                                   | Patty Fendick & Jill Hetherington            | 3-6, 6-3, 6-2             |
| 1990            | Jana Novotna & Helena Sukova                                        | Patty Fendick & Mary Joe Fernandez           | 7-6(5), 7-6(6)            |
| 1991            | Patty Fendick & Mary Joe Fernandez                                  | Gigi Fernandez & Jana Novotna                | 7-64, 6-1                 |
| 1992            | Arantxa Sanchez-Vicario & Helena Sukova                             | Mary Joe Fernandez & Zina Garrison-Jackson   | 6-4, 7-6(3)               |
| 1993            | Gigi Fernandez & Natasha Zvereva                                    | Pam Shriver & Elizabeth Smylie               | 6-4, 6-3                  |
| 1994            | Gigi Fernandez & Natasha Zvereva                                    | Patty Fendick & Meredith McGrath             | 6-3, 4-6, 6-4             |
| 1995            | Jana Novotna & Arantxa Sanchez-Vicario                              | Gigi Fernandez & Natasha Zvereva             | 6-3, 6-7(3). 6-4          |
| 1996            | Chanda Rubin & Arantxa Sanchez-Vicario                              | Lindsay Davenport & Mary Joe Fernandez       | 7-5, 2-6, 6-4             |
| 1997            | Martina Hingis & Natasha Zvereva                                    | Lindsay Davenport & Lisa Raymond             | 6-2, 6-2                  |
| 1998            | Martina Hingis & Mirjana Lucic                                      | Lindsay Davenport & Natasha Zvereva          | 6-4, 2-6, 6-3             |
| 1999            | Martina Hingis & Anna Kournikova                                    | Lindsay Davenport & Natasha Zvereva          | 7-5, 6-3                  |
| 2000            | Lisa Raymond & Rennae Stubbs                                        | Martina Hingis & Mary Pierce                 | 6-4, 5-7, 6-4             |
| 2001            | Serena Williams & Venus Williams                                    | Lindsay Davenport & Corina Morariu           | 6-2, 4-6, 6-4             |
| 2002            | Martina Hingis & Anna Kournikova                                    | Daniela Hantuchova & Arantxa Sanchez-Vicario | 6-2, 6-7(4), 6-1          |
| 2003            | Serena Williams & Venus Williams                                    | Virginia Ruano Pascual & Paola Suárez        | 4-6, 6-4, 6-3             |
| 2004            | Virginia Ruano Pascual & Paola Suárez                               | Svetlana Kuznetsova & Jelena Likhovtseva     | 6-4, 6-3                  |
| 2005            | Svetlana Kuznetsova & Alicia Molik                                  | Lindsay Davenport & Corina Morariu           | 6-3, 6-4                  |
| 2006            | Zi Yan & Jie Zheng                                                  | Lisa Raymond & Samantha Stosur               | 2-6 7-6(7), 6-3           |
| 2007            | Cara Black & Liezel Huber                                           | Yung-Jan Chan & Chia-Jung Chuang             | 6-4 6-7(4), 6-1           |
| 2008            | Alona Bondarenko & Kateryna Bondarenko                              | Victoria Azarenka & Shahar Pe'er             | 2-6, 6-1, 6-4             |
| 2009            | Serena Williams & Venus Williams                                    | Daniela Hantuchová & Ai Sugiyama             | 6-3, 6-3                  |
| 2010            | Serena Williams & Venus Williams                                    | Cara Black & Liezel Huber                    | 6-4, 6-3                  |
| 2011            | Gisela Dulko & Flavia Pennetta                                      | Victoria Azarenka & Maria Kirilenko          | 2–6, 7–5, 6–1             |
| 2012            | Svetlana Kuznetsova & Vera Zvonareva                                | Sara Errani & Roberta Vinci                  | 5–7, 6–4, 6–3             |
| 2013            | Sara Errani & Roberta Vinci                                         | Ashley Barty & Casey Dellacqua               | 6-2, 3-6, 6–2             |
| 2014            | Sara Errani & Roberta Vinci                                         | Jekaterina Makarova & Jelena Vesnina         | 6-4, 3-6, 7-5             |
| 2015            | Bethanie Mattek-Sands & Lucie Šafářová                              | Chan Yung-jan & Zheng Jie                    | 6–4, 7–6 (7–5)            |
| 2016            | Martina Hingis & Sania Mirza                                        | Andrea Hlaváčková & Lucie Hradecká           | 7–6 (7–1), 6–3            |
| 2017            | Bethanie Mattek-Sands & Lucie Šafářová                              | Andrea Hlaváčková & Peng Shuai               | 6–7 (4–7), 6–3, 6–3       |
| 2018            | Tímea Babos & Kristina Mladenovic                                   | Jekaterina Makarova & Jelena Vesnina         | 6–4, 6–3                  |
| 2019            | Samantha Stosur & Zhang Shuai                                       | Tímea Babos & Kristina Mladenovic            | 6–3, 6–4                  |
| 2020            | Tímea Babos & Kristina Mladenovic                                   | Hsieh Su-wei & Barbora Strýcová              | 6–2, 6–1                  |
| 2021            | Elise Mertens & Aryna Sabalenka                                     | Barbora Krejčíková & Kateřina Siniaková      | 6–2, 6–3                  |
| 2022            | Barbora Krejčíková & Kateřina Siniaková                             | Anna Danilina & Beatriz Haddad Maia          | 6–7 (3–7), 6–4, 6–4       |
| 2023            | Barbora Krejčíková & Kateřina Siniaková                             | Shuko Aoyama & Ena Shibahara                 | 6–4, 6–3                  |
| 2024            | Hsieh Su-wei & Elise Mertens                                        | Ljudmyla Kitšenok & Jeļena Ostapenko         | 6–1, 7–5                  |
| 2025            | Kateřina Siniaková & Taylor Townsend                                | Hsieh Su-wei & Jeļena Ostapenko              | 6–2, 6–7 (4–7), 6–3       |